# Nazar Lahodych
Nazar Lahodych - en ukrainien : Назар Лагодич et en anglais : Nazar Lagodich - né le 9 août 1997 à Jovkva est un coureur cycliste ukrainien.

## Biographie
Nazar Lahodych naît le 9 août 1997 à Jovkva en Ukraine.
Il commence le cyclisme à l'âge de 10 ans. Il s'illustre dans les catégories de jeunes où il obtient de très nombreux titres nationaux sur piste comme sur route. 
En 2013, il termine 12e de l'épreuve chronométrée du Festival Olympique de la Jeunesse Européenne à Utrecht (Pays-Bas). Il termine également 37e de la course en ligne. 
En 2014, il est champion d'Ukraine de poursuite individuelle Juniors. Il monte également sur la troisième marche du podium lors du championnat d'Ukraine du contre-la-montre Juniors. Cette même année, il termine deuxième du contre-la-montre par équipes de la Coupe du Président de la ville de Grudziadz en Pologne. 
Il remporte en 2015 le championnat d'Ukraine du contre-la-montre juniors et termine cinquième de la course en ligne. Sélectionné en équipe d'Ukraine, il se classe huitième du championnat d'Europe du contre-la-montre juniors à Tartu en Estonie. Il termine l'année à la première place du classement de la Fédération ukrainienne de cyclisme chez les juniors.
En fin de saison, pour sa première apparition en France, il remporte le Chrono des Nations-Les Herbiers-Vendée Juniors.
Il intègre le Vélo-Club La Pomme Marseille pour la saison 2016. Il remporte deux étapes du GP des Mutuelles de Sisteron et termine 2e du chrono de Besse-sur-Issole et 3e du chrono de La Gaude. En fin de saison, il participe au Championnat du Monde du contre-la-montre Espoirs à Doha au Qatar, où il se classe 34e. 
Il s'engage avec la formation Martigues SC-Drag Bicycles pour la saison 2017. Il remporte en début de saison le Grand Prix de Néoules et le Grand Prix de Cavalaire.

## Palmarès sur route
- 2012
  -  Champion d'Ukraine du contre-la-montre cadets
  -  Champion d'Ukraine de course par étapes cadets
  - Coupe du Président de Moldavie (contre-la-montre)
  - Course internationale de Donetsk (contre-la-montre)
  - Course internationale de Donetsk
- 2013
  -  Champion d'Ukraine du contre-la-montre cadets
  -  Champion d'Ukraine de course par étapes cadets
  - Course internationale de Donetsk (contre-la-montre)
  - 12e du Festival Olympique de la Jeunesse Européenne (contre-la-montre)
- 2014
  - 2e Étape 1a Coupe du Président de la Ville de Grudziadz
  - 3e du championnat d'Ukraine de contre-la-montre juniors
  - 3e du championnat d'Ukraine du critérium juniors
- 2015
  -  Champion d'Ukraine du contre-la-montre juniors
  -  Champion d'Ukraine de course par étapes juniors
  - Chrono des Nations-Les Herbiers-Vendée juniors
  - 8e du championnat d'Europe contre-la-montre juniors
- 2017
  - Grand Prix de Néoules
  - Grand Prix de Cavalaire

## Palmarès sur piste
- 2012
  - 2e du championnat d'Ukraine de poursuite par équipes cadets
  - 3e du championnat d'Ukraine de poursuite individuelle cadets
- 2013
  -  Champion d'Ukraine de poursuite individuelle cadets
- 2014
  -  Champion d'Ukraine de poursuite individuelle juniors
  - 2e du championnat d'Ukraine de poursuite par équipes juniors
  - 2e du championnat d'Ukraine du scratch juniors